# LSD
A dietilamida do ácido lisérgico (LSD; DCI: lisergida; em alemão: Lysergsäurediethylamid; vulgarmente conhecida por ácido, doce, entre outros) é uma substância alucinógena. É uma droga cristalina, que ocorre naturalmente como resultado das reações metabólicas do fungo Claviceps purpurea, relacionado especialmente com os alcaloides produzidos por esta cravagem. O LSD foi descoberto acidentalmente em 1943 pelo químico suíço, Albert Hofmann, enquanto trabalhava na Sandoz, que se tornou um entusiasta da substância até sua morte aos 102 anos.
A droga foi muito visada em pesquisas, psiquiatras e demais estudiosos do tema a testaram em si mesmos para melhor entender as desordens severas pelas quais pacientes eram acometidos, pois segundo as teorias e as dadas experiências, era possível simular a esquizofrenia sob seu efeito, entre outras condições semelhantes. Após certa experimentação e maior divulgação na comunidade científica, tornou-se prática frequente seu uso clínico em sessões de psicoterapia, pois acreditava-se que o inconsciente tornava-se intensamente acessível por meio do LSD, ajudando o paciente a chegar a uma nova percepção acerca das questões que envolvem seu universo psicoafetivo. Stanislav Grof, psiquiatra tcheco, ganhou renome mundial com o pioneirismo desta prática nos Estados Unidos, mas teve de abandoná-la oficialmente e procurar alternativas após a ilegalidade do LSD.
Atribui-se como auxílio na descoberta da estrutura do DNA que rendeu o prêmio Nobel a Francis Crick, à mente brilhante do cientista sob o efeito de LSD. Similarmente ao modo como a molécula de benzeno foi descoberta no século XIX em um sonho por Friedrich von Stradonitz, Crick visualizou a dupla hélice do DNA pela primeira vez em meados do século XX, sob a influência essencialmente onírica do LSD. Outra mente inventiva famosa que considerava a experiência com LSD como uma das mais importantes de sua vida foi Steve Jobs, cofundador e antigo CEO da Apple Inc..
A dietilamida do ácido lisérgico atingiu o apogeu de sua popularidade na década de 1960, estando seu consumo constantemente associado ao movimento psicodélico que abrange imenso número de artistas. Estão entre nomes famosos: Jim Morrison, Emerson Lake and Palmer, Pink Floyd, King Crimson, Tom Zé, Glauber Rocha, Beatles, etc. Seu uso associa-se também a um dos pensadores e artistas de grande peso do século XX, Aldous Huxley, este situado na produção cultural erudita, autor das famosas obras: "As Portas da Percepção", "Admirável Mundo Novo" e "A Ilha". Especula-se que Salvador Dalí tenha feito uso da substância, visto ser bastante próximo ao vulgo "guru do LSD", Timothy Leary, onde este apresentou-o à sua futura esposa, Nena Thurman, mãe da atriz Uma Thurman. Nos anos dourados, o LSD em seu auge, também teve sua proibição.

## Origens e história

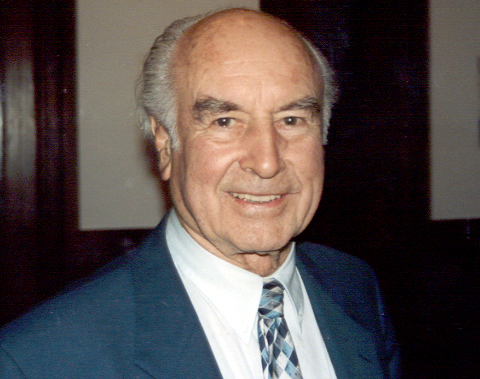
Albert Hofmann, o "pai" do LSD.

O LSD foi descoberto em 7 de abril de 1938 pelo químico suíço Dr. Albert Hofmann nos Laboratórios Sandoz em Basel, Suíça, como parte de um grande programa de pesquisa em busca de derivados da ergolina que impedissem o sangramento excessivo após o parto. A descoberta dos efeitos do LSD aconteceu quando Hofmann, após manuseio contínuo do produto de uma das substâncias isoladas (a pequena quantidade de LSD absorvida pelo contato com a pele é, supostamente, o suficiente para produzir seus efeitos) viu-se obrigado a interromper o trabalho que estava realizando naquele instante devido aos sintomas alucinatórios pelos quais estava passando.
Suas propriedades psicodélicas permaneceram desconhecidas até 5 anos depois, quando Hofmann, dizendo ter um "pressentimento peculiar", voltou a trabalhar com a substância química. Ele atribuiu a descoberta dos efeitos psicoativos do composto a uma absorção acidental de uma pequena porção em sua pele em 16 de abril, que o levou a testar em si próprio uma dose maior (0,25 mg ou 2,5x10^5 ) em 19 de abril.

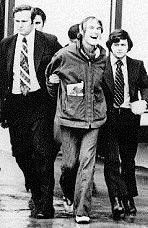
Timothy Leary, ex-professor em Harvard, após descobrir a droga, tornou-se um incentivador do seu uso massivo para fins terapêuticos, espirituais e recreativos, sendo preso nos Estados Unidos em 1972 e solto em seguida

Dr. Hofmann chamou um médico, que não encontrou nenhum sintoma físico anormal, exceto suas pupilas dilatadas acentuadamente. Depois de passar várias horas apavorado achando que havia sido possuído por um demônio, que sua vizinha era uma bruxa e que seus móveis estavam o ameaçando, Dr. Hofmann temia tornar-se completamente insano. Depois, testou a substância novamente, em doses muito mais baixas, passando por experiências mais amenas mas ainda assim surpreendentes, e percebeu que havia utilizado uma dosagem altíssima em seu auto-experimento inicial. Maravilhado e intrigado com os efeitos do LSD, cunhou a droga como importante substância psiquiátrica experimental e lançou-a à comunidade científica.[carece de fontes?]
Até 1966, o LSD e a psilocibina eram fornecidos pelos Laboratórios Sandoz gratuitamente para cientistas interessados sob a marca chamada "Delysid". O uso destes compostos por psiquiatras para obterem um entendimento subjetivo melhor de como era a experiência de um esquizofrênico foi uma prática aceita. Muitos usos clínicos foram conduzidos com o LSD para psicoterapia psicodélica, geralmente com resultados muito positivos. O LSD foi inicialmente utilizado como recurso psicoterapêutico e para tratamento de alcoolismo e disfunções sexuais e obteve grandes êxitos.
Com o movimento psicodélico na Inglaterra na década de 1960, passou a tomar conta das noites londrinas e do cenário musical inglês. O consumo do LSD difundiu-se nos meios universitários norte-americanos, hippies, grupos de música pop, ambientes literários, etc.
Estima-se que ainda ocorra muito o uso nos meios artístico, intelectual e terapêutico.

## Regulamentação e pesquisa
Os serviços de inteligência da Guerra Fria estavam muito interessados nas possibilidades de utilizar o LSD em interrogatórios e em controle de mente, e também para uma engenharia social de larga escala. A CIA conduziu diversas pesquisas sobre o LSD, das quais a maioria foi destruída. O LSD foi a área central de pesquisa do Projeto MKULTRA, um codinome para o projeto da CIA de controle de mentes. As pesquisas deste projeto tiveram início em 1953 e continuaram até 1972. Alguns testes também foram conduzidos pelo Laboratório Biomédico do Exército dos Estados Unidos. Voluntários tomaram LSD e então passaram por uma bateria de testes para investigar os efeitos da droga nos soldados. Baseado nos registros públicos disponíveis, o projeto parece ter concluído que a droga era de pouco uso prático para o controle de mente, levando o projeto a desistir do seu uso. Os projetos da CIA e do exército norte-americano se tornaram muito controversos quando eles vieram ao conhecimento da população nos anos 1970, já que os voluntários dos testes não eram normalmente informados sobre a natureza dos experimentos, ou mesmo se eles eram testados nos experimentos. Muitas pessoas testadas desenvolveram doença mental severa e até cometeram suicídio após os experimentos. A maioria dos registros do projeto MKULTRA foi destruída em 1973.
O governo britânico também se interessou em testar o LSD; em 1953 e 1954, com os cientistas trabalhando para procurar uma "droga da verdade". Os voluntários dos testes não eram informados de que estavam consumindo LSD, e foi informado a eles que estavam fazendo pesquisas para outras doenças. Um voluntário, na época com 19 anos, relatou ver "paredes derretendo, e rachaduras aparecendo nos rostos das pessoas, olhos que corriam nas bochechas, entre outras figuras". Depois de manter os testes em segredo por muitos anos, o governo britânico aceitou em 2006 pagar aos voluntários uma compensação financeira. Assim como a CIA, os britânicos decidiram que o LSD não era uma droga útil para propósitos de controle de mente.
O uso do LSD foi primeiramente recreativo em um pequeno grupo de profissionais de saúde que estudavam a mente, como psiquiatras e psicólogos, durante a década de 1950.
Diversos profissionais da saúde se envolveram em pesquisas sobre o LSD, mais notavelmente os professores de Harvard Dr. Timothy Leary e Richard Alpert, se convenceram do potencial do LSD como uma ferramenta para o crescimento espiritual. Em 1961, o Dr. Timothy Leary recebeu uma quantia de dinheiro da Universidade de Harvard para estudar os efeitos do LSD em voluntários. 3,5 mil doses foram dadas para mais de 400 pessoas. Daqueles testados, 90% disseram que eles gostariam de repetir a experiência, 83% disseram ter aprendido alguma coisa ou ter tido uma "iluminação" (insight), e 62% disseram que o LSD mudou suas vidas para melhor.
A droga foi proibida nos Estados Unidos em 1967, com as pesquisas terapêuticas científicas assim como pesquisas individuais também se tornando cada vez mais difíceis de se realizar. Muitos outros países, sob pressão dos Estados Unidos, rapidamente seguiram a restrição. Desde 1967, o uso recreativo e terapêutico do LSD tem continuado em muitos países, suportado por um mercado negro e uma demanda popular pela droga. Experimentos de pesquisa acadêmica legalizados ainda são conduzidos esporadicamente, mas nem sempre envolvem seres humanos. Apesar de sua proibição, a cultura hippie continuou a promover o uso regular de LSD, a da música eletrônica o aumentou muito, e renomados promovedores da cultura erudita e da científica ainda o cultuam com certo vigor.
De acordo com Leigh Henderson e William Glass, dois pesquisadores associados ao Instituto Nacional das Drogas de Abuso dos Estados Unidos que fizeram uma pesquisa na literatura médica em 1994, o uso do LSD é relativamente incomum quando comparado com o abuso da bebida alcóolica, cocaína e drogas de prescrição. Henderson e Glass concluíram que os usuários de LSD típicos usam a substância ocasionalmente, abandonando o uso depois de dois a quatro anos. No geral, o LSD pareceu ter menos consequências adversas na saúde, das quais as bad trips foram as mais relatadas (e, os pesquisadores concluíram, uma das principais razões pelas quais os jovens param de usar a droga).

## Dosagem

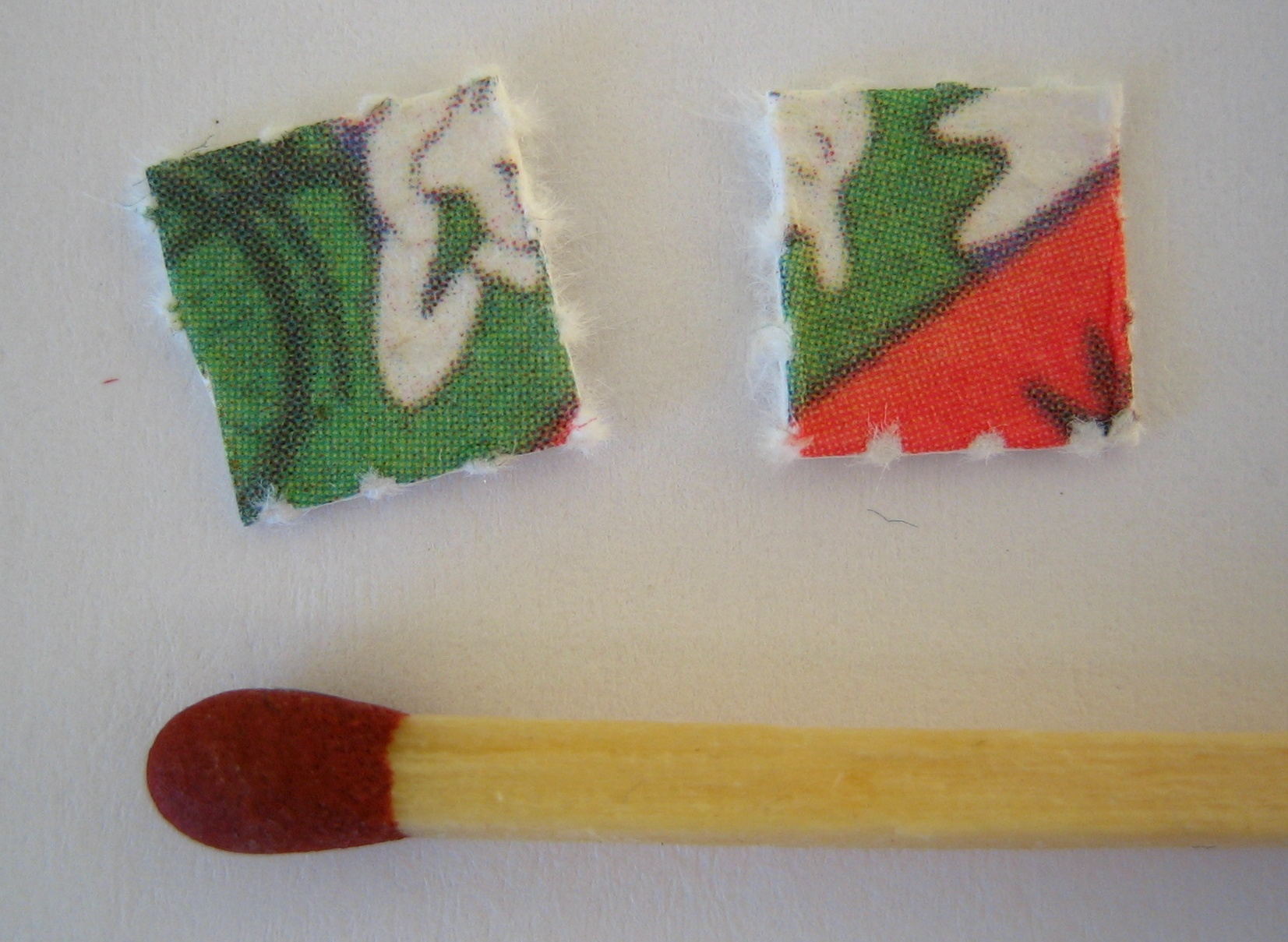
Comparação do tamanho de um papel de LSD ao de um fósforo.

O LSD é, por massa, um dos princípios ativos mais potentes já descobertos. As dosagens de LSD são medidas em microgramas (µg), a parte milionésima de um grama (1µg = 0,000001g). Em comparação, as doses de quase todas as drogas, sejam recreativos ou medicinais, são medidas em miligramas (1 mg = 0,001g). Hofmann determinou que uma dose ativa de mescalina, aproximadamente 0,2 a 0,5 g, tem efeitos comparáveis a 100 µg ou menos de LSD; em outras palavras, o LSD é entre cinco ou dez mil vezes mais ativo que a mescalina.
Enquanto uma dose típica única de LSD pode estar entre 100 e 500 microgramas — uma quantidade aproximadamente igual a um décimo da massa de um grão de areia — seus efeitos mínimos já podem ser sentidos com pequenas quantidades como 20 microgramas. De acordo com Stoll, o nível de dose que irá produzir um efeito alucinógeno em humanos é considerado ser 20 a 30 µg, com os efeitos da droga se tornando marcadamente mais evidentes com dosagens mais altas.
A prática do uso de doses sublimiares tornou-se mais difundida nos últimos anos, com mais pessoas reivindicando obter benefícios a longo prazo através a  prática de microdosagem de psicodélicos.
De acordo com um "review" de Glass e Henderson, os produtos oriundos do mercado negro de LSD, em geral, não sofrem adulterações, embora algumas vezes sejam contaminados por produtos derivados da fabricação. As doses típicas na década de 1960 variavam de 200 a 1 000 µg, enquanto as amostras encontradas nas ruas da década de 1970 continham 30 a 300 µg. Em meados da década de 1980, a média tinha reduzido para 100 a 125 µg, abaixando ainda mais na década de 1990 para 20–80 µg. (Glass e Henderson concluíram que doses menores geralmente produziam menos bad trips.) Dosagens por alguns usuários podem ser tão altas como 1 200 µg (1,2 mg), mesmo que uma dose tão alta possa gerar reações físicas e psicológicas desagradáveis. No entanto, a fisiologia humana não desenvolve tolerância a longo prazo ao LSD e, geralmente, apenas usuários desavisados consomem quantias próximas a 1 mg em uma única dose.
Supõe-se que a dose letal (LD50) do LSD varie de 200 µg/kg a mais de 1 mg/kg de massa corporal humana, embora a maioria das fontes relatem que não há casos conhecidos de humanos com uma overdose dessa quantia.
Mostrou-se que existe uma tolerância cruzada entre o LSD, mescalina e psilocibina.
A tolerância ao LSD é temporária, desaparece depois de alguns dias de abstenção do uso. Não é possível readministrar a substância logo após o término de seu principal efeito, que não vigora durante o período de tolerância.

### Overdose
Inexistem estudos que comprovem a overdose por LSD, mesmo doses maciças são toleradas devido ao mecanismo de ação da droga, que se dá pelo antagonismo dos receptores pré-sinápticos da serotonina, diminuindo a concentração de serotonina na fenda sináptica. Por consequência, inexiste dose letal para a droga em sua forma pura, implicando que aumentos na dosagem não levam a aumentos no efeito tóxico, a partir de uma dosagem limite, sendo que o excesso é eliminado pelo organismo da forma usual (desintoxicação hepática e eliminação pela urina dos metabólitos solúveis).

## Efeitos

Representação em 3D da molécula de LSD.

Os efeitos variam conforme a psique da pessoa, considerando sobretudo seu estado psicológico momentâneo e o contexto físico em que se insere (ambiente), podendo ser agradáveis ou muito desagradáveis. A maioria dos estudos apontam que "impurezas" na substância não são importantes, por serem inativas, e nas doses tradicionais (minúsculas) não há espaço para outros psicoativos. O LSD pode provocar ilusões, alucinações (auditivas e visuais), grande sensibilidade sensorial (cores mais brilhantes, percepção de sons imperceptíveis), sinestesias, delírios místicos, flashbacks, paranoia, alteração da noção temporal e espacial, confusão, pensamento desordenado, despersonalização, perda do controle emocional, sentimento de bem-estar, experiências de êxtase, euforia alternada com angústia, pânico, ansiedade, dificuldade de concentração, perturbações da memória, desvario causado por uma “viagem ruim” (bad trip). Poderão ainda ocorrer náuseas, dilatação das pupilas, aumento da pressão arterial e do ritmo cardíaco, debilidade motora, sonolência e aumento da temperatura corporal durante a atividade da droga. Esses efeitos são atribuídos à alteração temporária do sistema nervoso central e não à ação da substância sobre a massa corpórea como um todo. Há evidências de que os psicadélicos induzem adaptações moleculares e celulares relacionadas à neuroplasticidade.

## Ações consecutivas do LSD
- Latência, de 30 minutos a 3 horas.
- Frio ou calor, dor de cabeça ou completa analgesia, agitação mental ou relaxamento, insônia e, necessariamente, dilatação da pupila.
- Languidez, fraqueza, necessidade de descanso e de redução de estímulos sensoriais.
- Sensações de extrema alegria e felicidade, ou de muito medo e angústia.
- Alterações temporais, espaciais, visuais, táteis, gustativas, olfativas e auditivas.

### Farmacocinética
Os efeitos do LSD normalmente duram de três a doze horas -- Já foi relatado que: "distúrbios intermitentes podem ocasionalmente persistir por diversos dias". Ao contrário dos registros anteriores e da crença comum, os efeitos do LSD não duram mais do que os níveis de concentração da droga no sangue. Aghajanian e Bing encontraram uma meia-vida de eliminação para o LSD de 175 minutos, ao passo que, mais recentemente, Papac e Foltz disseram que 1 µg/kg de LSD oral dado a um voluntário homem tinha uma meia vida de eliminação plasmática aparentemente de 5,1 horas, com um pico de concentração no plasma de 1,9 ng/mL três horas após a dose ser tomada. Além disso, Aghajanian e Bing encontraram que as concentrações sanguíneas de LSD se relacionavam com as dificuldades dos voluntários em responder problemas aritméticos simples.
Estima-se que a indução de um estado extremamente alterado de consciência por meio do LSD seja similar (mas indubitavelmente mais forte) a uma hipnose potencializada ou a um sonho lúcido, causando impacto psicológico tão grande que mesmo após a substância ter sido completamente eliminada do corpo, leva-se horas para retornar a consciência a um nível de normalidade que o experimentador admita para si.

### Físicos

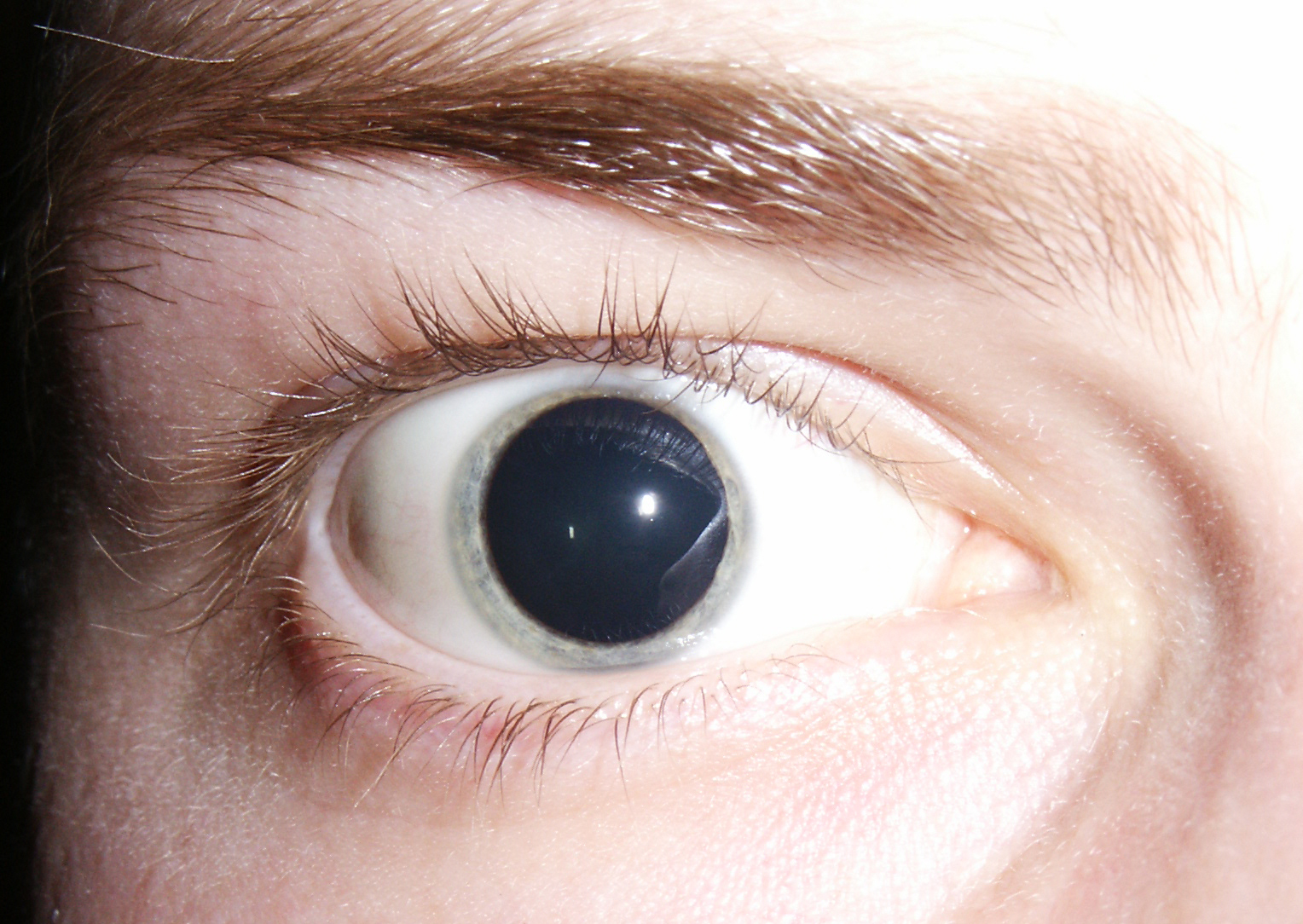
A midríase(dilatação das pupilas) é uma das reações físicas ao LSD.

As reações físicas ao LSD são marcadamente temporárias, extremamente variáveis e podem incluir o seguinte: contrações uterinas, hipotermia ou hipertermia, níveis elevados de glicemia, piloereção (na pele), aumento da frequência cardíaca, mandíbula presa, transpiração, pupilas dilatadas, produção de muco, insônia, parestesia, euforia, hiperreflexia, tremores e sinestesia. Os usuários de LSD relatam hipoestesia, fraqueza. Todos os efeitos físicos são passageiros e em vista da sua variabilidade, estima-se que alguns dependam da experiência psicológica pela qual passa o indivíduo, ou seja, que são psicossomáticos.

#### Espirituais
O LSD é considerado um enteógeno porque ele pode catalisar experiências espirituais intensas nas quais os usuários se sentem como se estivessem em contato com uma ordem cósmica ou espiritual maior. Alguns demonstraram alteração da percepção de como sua mente trabalha, e alguns experienciam mudanças de longa duração em suas perspectivas de vida. Alguns usuários consideram o LSD um sacramento religioso, uma ferramenta poderosa para terem acesso ao que é divino. Outros, em uma abordagem mais científica ou filosófica, tem uma percepção parecida, mas menos religiosa, afirmando que o amplo condicionamento social que incide sobre o nosso sistema neurológico é quebrado temporariamente e "As Portas da Percepção" são abertas, conferindo ao indivíduo imenso poder sobre si mesmo para que possa atingir um auto-conhecimento mais pleno. Entre os argumentos mais céticos para fundamentar essa ideia, encontra-se o fato de que um maior volume do cérebro entra em atividade simultânea durante o efeito do LSD. Alguns livros compararam o estado dos efeitos do LSD com o estado do Bodhi, a iluminação, despertar do budismo e da filosofia oriental. Há também autores ocidentais, como Aldous Huxley, que abordam o assunto de maneira mais diversificada, essencialmente atingindo conclusões similares.
- Geralmente todos os sentidos ficam aguçados, mas não necessariamente chega-se a passar mal.

Essas experiências sob a influência do LSD foram observadas e documentadas por pesquisadores como Timothy Leary e Stanislav Grof. Obtiveram-se evidências de que os alucinógenos podem induzir estados místicos religiosos em seus usuários (pelo menos nas pessoas que têm predisposição ou crença espiritual) e insights intelectuais em muitos dos usuários céticos.

### Flashback
Existe uma possibilidade de flashbacks, um fenômeno psicológico no qual o indivíduo experimenta um episódio de alguns dos efeitos subjetivos do LSD muito tempo depois de a droga ter sido consumida - algumas vezes, semanas, meses ou até mesmo anos após. Os flashbacks podem incorporar tanto aspectos positivos quanto negativos das "trips" do LSD. Esta síndrome é chamada pela psiquiatria de "Transtorno Perceptual Persistente por Alucinógenos". Certas observações mostram que cerca de 70% dos usuários de LSD nunca apresentam os chamados "flashbacks", e a ocorrência desse fenômeno é mais comum em indivíduos que sofrem de algum distúrbio psiquiátrico.

### Psicose
Existem alguns casos de LSD induzindo quadros de psicose em pessoas que aparentavam estar saudáveis antes de consumirem a droga. Este assunto foi muito estudado por uma publicação de 1984 feita por Rick Strassman. Na maioria dos casos, a reação parecida com a psicose é de curta duração, mas em outros casos ela pode ser crônica. É difícil determinar se o LSD induz estas reações ou se ele meramente desencadeia condições latentes que poderiam se manifestar por si próprias após um certo tempo. Diversos estudos tentaram estimar a prevalência de psicoses prolongadas induzidas por LSD, chegando a números de cerca de 4 em 1 000 indivíduos (0,8 em 1 000 voluntários e 1,8 em 1 000 pacientes psicoterápicos em Cohen 1960; 9 em 1 000 pacientes psicoterápicos em Melleson 1971).

## Química

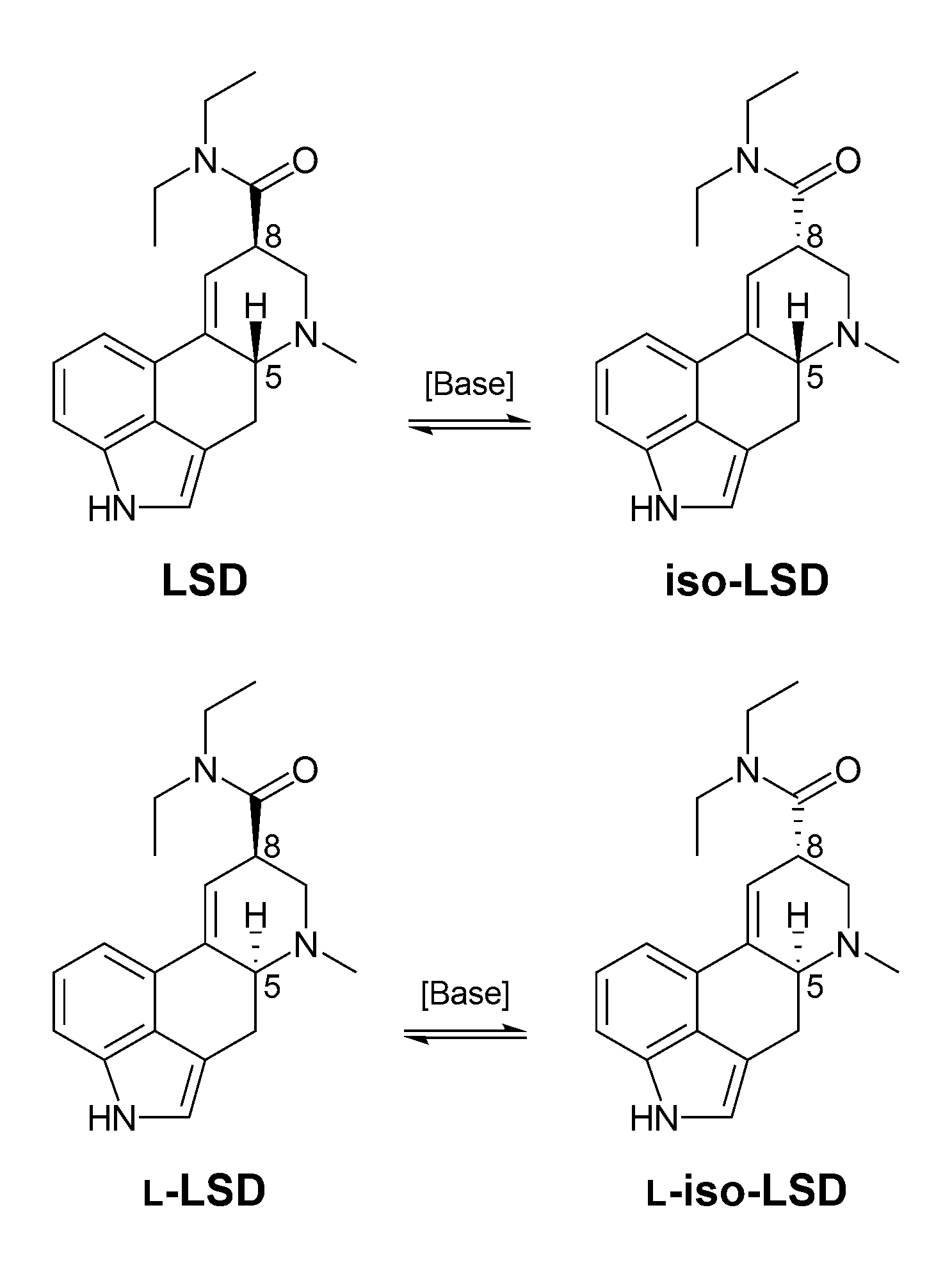
Os quatro possíveis isômeros do LSD. Destes, somente o LSD é psicoativo.

O LSD é um derivado da ergolina. Ele é geralmente produzido a partir da reação da dietilamina com uma forma ativa de ácido lisérgico. Sua massa molar é 323,4g/mol.

## Produção

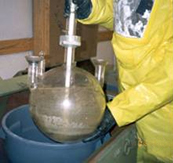
Material de produção de LSD apreendido nos Estados Unidos.

Como uma dose ativa de LSD é incrivelmente pequena, um grande número de doses pode ser sintetizado a partir de uma pequena quantidade de matéria-prima. Com cinco quilogramas do sal tartarato de ergotamina, por exemplo, pode-se fabricar aproximadamente um quilograma de LSD puro e cristalino. Cinco quilogramas de LSD — 25 kg de tartrato de ergotamina — são capazes de gerar 100 milhões de doses típicas. Como as massas envolvidas são tão pequenas, o tráfico ilícito de LSD é muito mais fácil que o de outras drogas ilegais como cocaína ou maconha, em iguais quantidades de doses. No entanto, é menos visado para uso recreativo e a demanda clandestina é muito menor.
A fabricação de LSD requer equipamentos de laboratório e experiência na área da química orgânica. Leva-se dois ou três dias para produzir 30 a 100 gramas do composto puro. Acredita-se que o LSD geralmente não é produzido em grandes quantidades, mas em diversas séries de pequenos lotes. Esta técnica minimiza a perda de precursores químicos no caso de um passo de síntese não funcionar como esperado.

### Formas de LSD
Geralmente líquido em doses diluídas para microgramas em uma gota pingada na ponta da língua (ou em papel absorvente com equivalência aproximada) mas o mais usado em forma de um cristal. Sua forma de apresentação em papéis coloridos cristais ou pequenos aglomerados de pó (pontos) envolvidos por fita adesiva é uma adaptação ao transporte e comercialização clandestina, onde não se tem nenhuma segurança quanto a dose, presença de impurezas e etc.
1P-LSD é uma droga psicadélica da classe da lisergamida que é um análogo derivado e funcional do LSD, vendido online como droga de design desde 2015.